# Hajra Masroor
Hajra Masrur (urdu: ہاجرہ مسرور; Hajrah Masrur, Lucknow, 17 de enero de 1930 - Karachi, 15 de septiembre de 2012) fue una escritora feminista paquistaní. Incursionó en la creación de cuentos en los que abordó como temática los derechos sociales, políticos, legales y económicos de las mujeres. Recibió varios premios, incluyendo el Premio Pride of Performance al mejor escritor en 1995 y el Premio Aalmi Frogh-e-Urdu Adab.

## Biografía
Hajra nació el 17 de enero de 1929 en Lucknow, India. Su padre, Tahawur Ali Khan, que era un médico del ejército británico, murió repentinamente después de un ataque al corazón. Tenía cinco hermanas y un hermano menor, siendo criados por su madre. Después del deceso de su padre, ella y Khadija emigraron a Pakistán y se establecieron en Lahore. Contrajo nupcias con Ahmad Ali Khan, editor del diario Dawn, con quien tuvo dos hijas. Era la hermana menor de Khadija Mastoor, una destacada escritora en la historia de la literatura urdu. Murió el 15 de septiembre de 2012 en Karachi, Pakistán.

### Carrera literaria
Comenzó a escribir a temprana edad, especialmente cuentos que fueron publicados en varias revistas literarias recibiendo críticas favorables desde los círculos urdu. Editó la revista literaria Naqoosh con Ahmad Nadeem Qasmi, con quien mantenía una amistad (junto a su hermana Khadija). Fue objeto de agresivos ataques tras protagonizar una serie de controversias literarias en la sociedad musulmana.

## Obras
- Chand Ke Doosri Taraf[2] چاند کی دوسری طرف
- Tisri Manzil[2] تیسری منزل
- Andhere Ujale[2] اند ھیرے اُجالے
- Choori Chupe[2] چوری چُھپے
- Ha-ai Allah[2] ہائے اللہ
- Carke[2] چرکے
- Woe Log[2] وہ لوگ
- "Mulamma"[2]